# Arctesthes catapyrrha
Arctesthes catapyrrha là một loài bướm đêm trong họ Geometridae.